# پرچم کوبا

پرچم کوبا

اندازه‌های پرچم

پرچم سسپدس

پرچم کوبا با تناسب ۱:۲ در تاریخ ۲۰ مه ۱۹۰۲ پذیرفته شد. طراحی این پرچم به ۱۸۴۹ و ژنرال نارسیسو لوپز باز می‌گردد. لوپز زادهٔ ونزوئلا و ساکن ایالات متحده آمریکا بود و تلاش داشت تا کوبا را از استعمار اسپانیا برهاند. با استقلال کوبا از اسپانیا این پرچم به‌عنوان پرچم ملی کشور برگزیده شد. همچنین برای گرامیداشت یاد کارلوس مانوئل دِ سِسپدِس، استقلال‌طلب کوبایی و آغازگر قیام مشهور ۱۰ اکتبر ۱۸۶۸ موسوم به Grito de Yara که به جنگ ۱۰ ساله با اسپانیا انجامید، پرچمی را که او در این قیام استفاده نمود و به‌عنوان پرچم استقلال‌طلبان کوبایی پذیرفته شده بود را در مراسم رسمی در کنار پرچم کوبا می‌آویزند.

## طرح
پرچم ملی کوبا از پنج نوار افقی هم‌اندازهٔ آبی و سفید تشکیل شده که به صورت یکی در میان و به ترتیب آبی-سفید-آبی-سفید-آبی قرار گرفته‌اند. در بخش اهتزاز پرچم مثلث متساوی‌الاضلاع سرخ رنگی با ستارهٔ پنج‌پر سفیدی در میان آن قرار دارد که قاعدهٔ آن در اهتزازگاه پرچم واقع شده است.

## نمادشناسی
در پرچم کوبا:
- نوارهای آبی‌رنگ نماد سه بخش قدیمی جزیره[۲][۳] واقع در مرکز، شرق و غرب آن[۳]
- نوارهای سفید نماد پاکی و قدرت آرمان استقلال[۲][۳]
- مثلث متساوی الاضلاع نماد برابری، برادری و آزادی[۲][۳] و رنگ سرخ آن نشانگر خون‌های ریخته‌شده در راه کسب استقلال[۲][۳]
- تک‌ستارهٔ سفید یا Estrella Solitaria که برگرفته از پرچم تگزاس است[۳] نماد آزادی مطلق مردم[۲] و روشنگر راه رسیدن به آزادی است.[۳]

## پرچم‌های مشابه
پرچم پورتوریکو به پرچم کوبا شباهت دارد با این تفاوت که رنگ نوارها و مثلث آن عکس پرچم کوباست.

پرچم پورتوریکو